# Charles Wesley
Charles Wesley (født 18. december 1707, død 29. marts 1788) var en kendt engelsk teolog og salmedigter, der sammen med broderen John Wesley regnes som grundlæggere af den metodistiske bevægelse.

## Bedst kendte salmer
I løbet af sin karriere udgav Charles Wesley teksten til mere end 5500 salmer og sange og skrev teksten til yderligere 2000; mange af dem er stadig populære:
- "Hør, hvor englesangen toner"
- "Helgen her og helgen hisset"
- "And Can It Be That I Should Gain?"
- "Christ the Lord Is Risen Today"
- "Christ, Whose Glory Fills the Skies"
- "Come, O Thou Traveler unknown"
- "Come, Thou Long-Expected Jesus"
- "Hail the Day that Sees Him Rise"
- "Jesus, Lover of My Soul"
- "Jesus, The Name High Over All"
- "Lo! He Comes with Clouds Descending"
- "Love Divine, All Loves Excelling"
- "O for a Thousand Tongues to Sing"
- "Rejoice, the Lord is King"
- "Soldiers of Christ, Arise"
- "Ye Servants of God"

En del af hans sange findes i Metodistkirkens sangbog, og der er 2 salmer i Den Danske Salmebog.